# سيلفيا ثورب
سيلفيا ثورب (بالإنجليزية: Sylvia Thorpe)‏ (1926، لندن في المملكة المتحدة)؛ روائية بريطانية.